# La Millième Nuit
La Millième Nuit (titre original : Thousandth Night) est un roman court de science-fiction écrit par Alastair Reynolds, paru en 2005 puis traduit en français et publié aux éditions Le Bélial' en 2022.

## Résumé
Comme tous les deux cent mille ans, les membres survivants de la Lignée Gentiane se réunissent durant mille jours pour vivre chaque nuit en rêve le fil de souvenir préparé par chacun des membres. Le lieu consacré à ce rassemblement diffère à chaque fois et il est créé par celui dont le fil a recueilli le plus de votes à l'issue de la millième nuit du rassemblement précédent. C'est Campion qui a été choisi deux cent mille ans plus tôt. Il a consacré une partie de ce temps à voyager pour voir, dans certaines conditions de calme atmosphérique et à partir d'un point de vue assez haut, un éclat vert juste avant que qu'une étoile de type solaire descende sous l'horizon. Campion a conçu puis construit les lieux destinés au rassemblement de la lignée, toujours nommés Retrouvailles, durant l'autre partie de ce temps.
Purslane est une amie très proche de Campion, l'équivalent dans la lignée d'une amante. À la suite du visionnage du fil de Campion, elle a remarqué des contradictions par rapport aux évènements vus dans le fil de Burdock, un membre de la lignée ayant présenté son fil quelques semaines plus tôt. Elle partage son avis avec Campion et tous deux arrivent à la conclusion que Burdock a du mentir dans son fil, prétendant avoir visité des lieux dans lesquels il n'a pas pu se rendre. Ils décident alors d'épier les faits et gestes de Burdock afin de tenter de comprendre les raisons de ses mensonges. Il s'avère que ce dernier a interrogé plusieurs membres de la lignée à propos du Grand Œuvre, un projet — encore embryonnaire — qui nécessitera la coopération active de nombreuses lignées mais dont les détails ne sont officiellement pas connus par les membres de la Lignée Gentiane. En effet, ce projet a été mis en place par une alliance de lignées à laquelle la Lignée Gentiane n'appartient pas encore. Parmi les invités sur Retrouvailles se trouvent des ambassadeurs d'autres lignées — dont certains connaissent le grand secret. Ils surveillent les membres de la Lignée Gentiane, observent leurs fils, évaluent leur sagesse et leur bonne volonté. Un fait interroge Purslane et Campion : Burdock n'a interrogé aucun Adepte notoire. Sur les neuf cent quatre-vingt-treize membres survivants de la Lignée Gentiane, une ou deux dizaines exercent une influence particulière. De tous les membres de la lignée, ils possèdent les liens les plus forts avec les lignées externes. Ils sont appelés les Adeptes et sont sûrement impliqués dans le processus d'entrée de la Lignée Gentiane dans le Grand Œuvre.
Purslane et Campion se mettent eux aussi à interroger certains membres de leur lignée à propos du Grand Œuvre. Ne parvenant pas à comprendre pourquoi Burdock n'a pas interrogé d'Adeptes, ils décident de se rendre dans le vaisseau de Burdock afin de trouver des les lieux dans lesquels il s'est rendu et qu'il a volontairement omis de décrire dans son fil. Ils sont accueillis par un homme armé nommé Grisha qui se dit être le dernier survivant d'un peuple exterminé par des membres de la Lignée Gentiane. Grisha les emmène voir dans une salle médicalisée Burdock qu'ils découvrent mourant, empoisonné par, d'après Burdock lui-même, un Adepte. Purslane et Campion décident de mettre en place un piège pour que le meurtrier se dévoile, un piège que Campion crée et qui se déroulera durant la Millième Nuit, l'évènement qui clôture chaque rassemblement de la Lignée Gentiane. 
Durant la Millième Nuit, Samphire tombe dans le piège de Purslane et Campion ; la lignée ne doit sa survie qu'au sacrifice de l'Adepte Fescue qui bloque l'explosion résultant de l'attentat-suicide de Samphire.